# (50413) Petrginz
(50413) Petrginz – planetoida z pasa głównego asteroid okrążająca Słońce w ciągu 4 lat i 178 dni w średniej odległości 2,72 j.a. Została odkryta 27 lutego 2000 w Obserwatorium Kleť w pobliżu Czeskich Budziejowic przez Janę Tichą i Miloša Tichego. Nazwa planetoidy pochodzi od Petra Ginza (1928-1944), urodzonego w Pradze żydowskiego chłopca zainteresowanego pisarstwem oraz malarstwem a także miłośnika twórczości Juliusza Verne’a. W latach 1942–1944 chłopiec redagował tajne czasopismo Vedem w getcie w Terezínie. Jego rysunek Moon Landscape został zabrany w kosmos przez Ilana Ramona podczas ostatniej misji promu kosmicznego Columbia (STS-107). Przed nadaniem nazwy planetoida nosiła oznaczenie tymczasowe (50413) 2000 DQ1.